# Cemitério São Pedro
O Cemitério da Vila Alpina (oficialmente Cemitério São Pedro) é uma necrópole da cidade de São Paulo. Situa-se na Avenida Francisco Falconi, nº 837, no alto da Vila Alpina, próximo à Avenida Professor Luis Inácio de Anhaia Melo, distrito de Vila Prudente, na zona leste da capital paulista.

## História

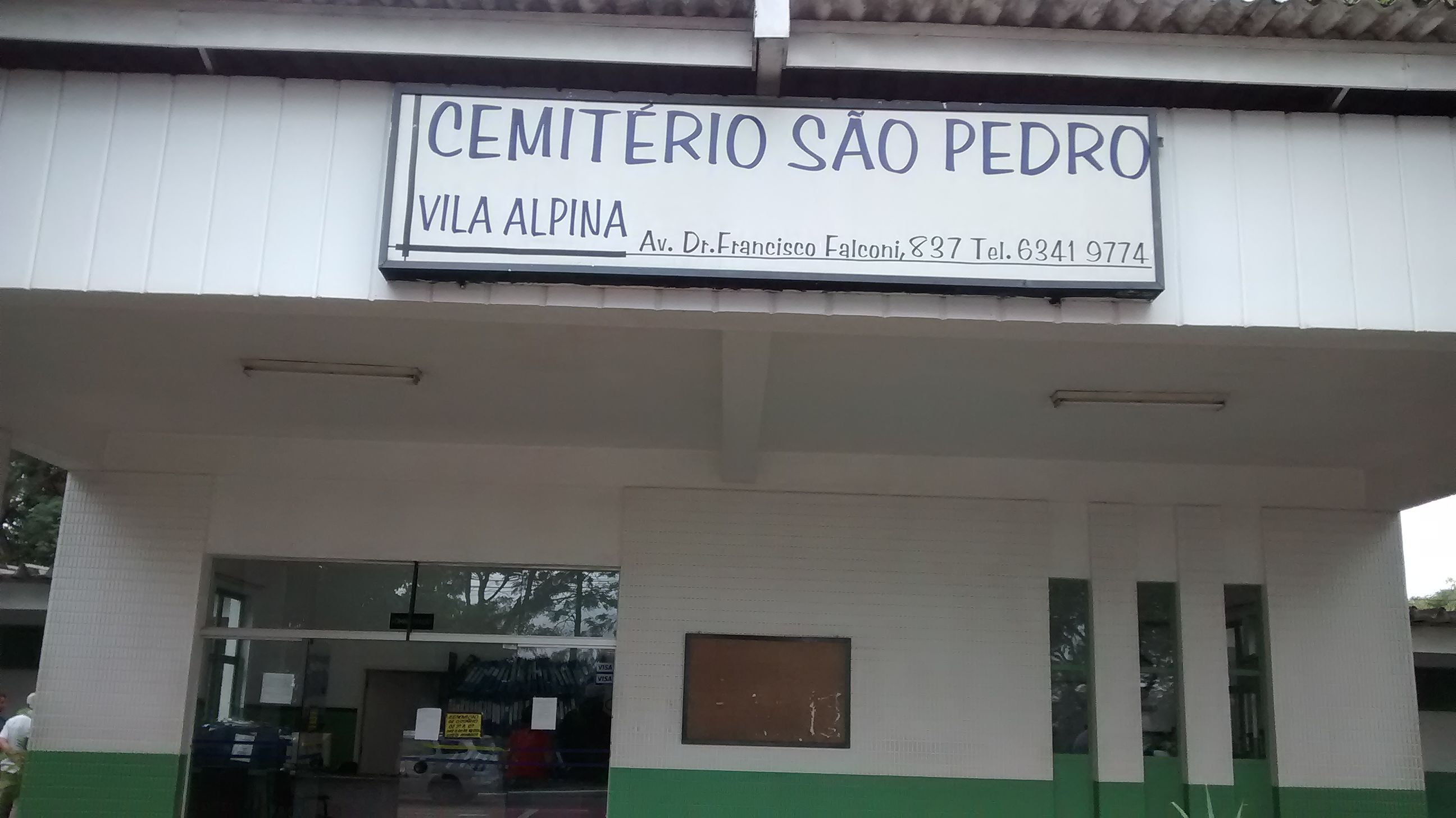
Cemitério São Pedro

Foi inaugurado em 1972, sendo uma necrópole relativamente nova em comparação aos outros cemitérios da Cidade de São Paulo, foi criado com o objetivo de aliviar o grande número de demandas do Cemitério da Quarta Parada, no distrito do Belém. É o terceiro maior cemitério da cidade, ficando atrás do Cemitério da Vila Formosa e do Cemitério de Vila Nova Cachoeirinha. Calcula-se que mais de 100.000 (cem mil) pessoas estejam sepultadas em seu terreno. Pertence ao Município de São Paulo.

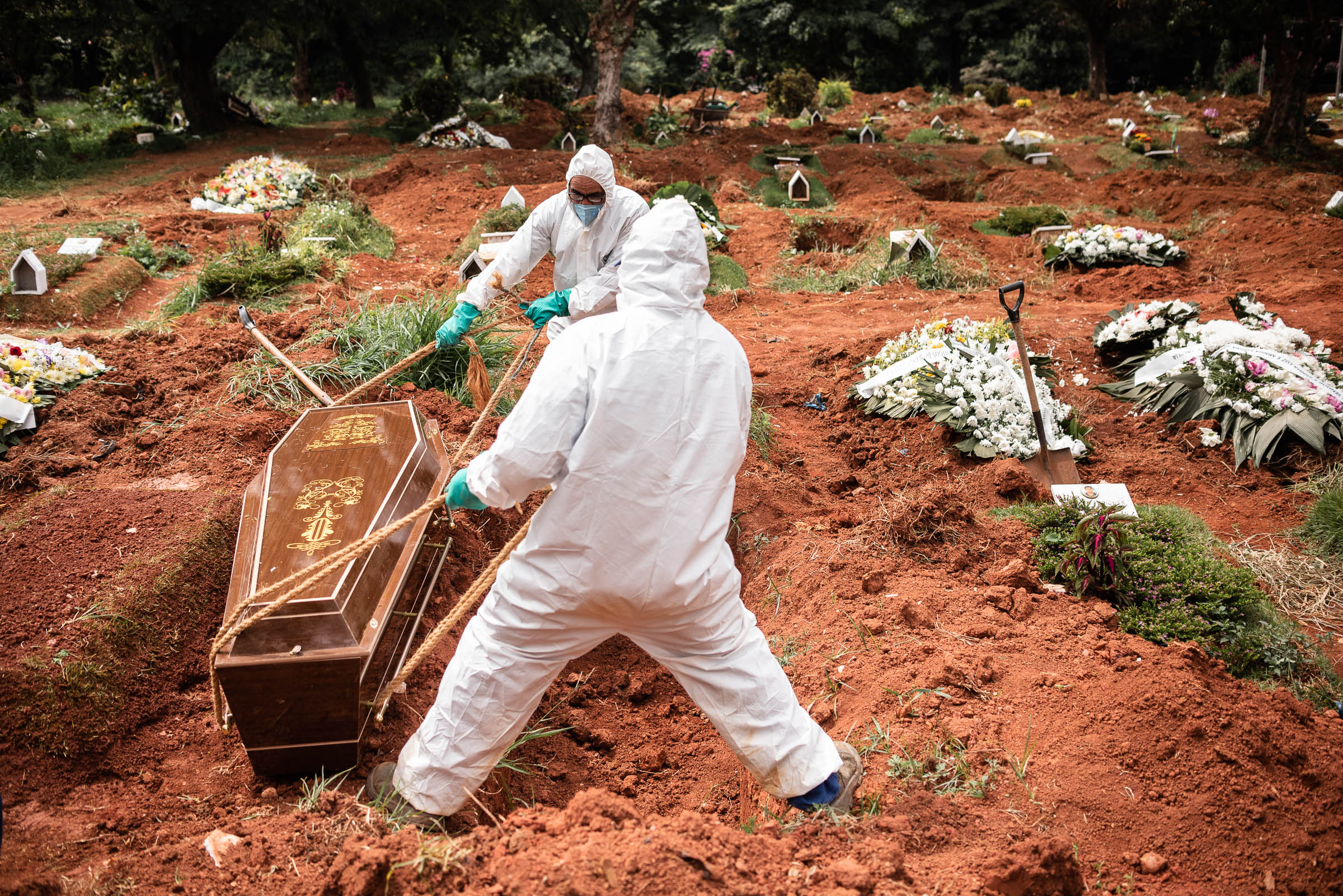
Sepultamento de vítima de COVID-19 no Cemitério da Vila Alpina durante a pandemia de COVID-19

Ao lado deste cemitério está instalado o Crematório da Vila Alpina, o primeiro crematório da Cidade de São Paulo

## Sepultados Ilustres
- Os corpos não identificados de 13 pessoas que tentaram escapar pelo elevador, no incêndio do Edifício Joelma. Essas pessoas morreram no dia 1 de fevereiro de 1974, quando um curto-circuito, causou o incêndio no edifício e contribuiu assim para o começo de uma das maiores tragédias do Brasil.

- Carlos Leite (1939-1991), humorista  famoso por interpretar o personagem Mauro Maurício, do humorístico A praça é nossa.[1]
- Tinoco (1920-2012), cantor,  da dupla Tonico & Tinoco[2].